# Faulbach (Main)
Der Faulbach ist ein Spessartbach im bayerischen Landkreis Miltenberg, der nach etwa 10 km langem Lauf in ungefähr südöstlicher Richtung bei Faulbach in den Main mündet.

## Name
Der Name Faulbach leitet sich vom adjektivischen Bestimmungswort vûl, was stinkend, faul bedeutet, und dem substantivischen Grundwort Bach ab. Der Bach gab der Gemeinde Faulbach ihren Namen.

## Geographie

### Verlauf
Der Faulbach fließt im Spessart nordwestlich von Altenbuch aus zwei unbeständig wasserführenden Oberläufen aus dem Frickengrund im Norden und dem Kreuzsteingrund im Nordwesten zusammen, die beide ungefähr einen Kilometer lang sind. Er erreicht Ober-Altenbuch in südöstlichem Lauf, nimmt dort seinen größten Zufluss aus dem Kleinen Grund im Westen auf und fließt anschließend in ostsüdöstlichem Lauf durch Unter-Altenbuch. Abwärts des Dorfes passiert er die Neumühle und geht, nördlich des Hohen Bergs und schon auf Faulbacher Gemeindegrund, auf immer südlicheren Kurs.
Am Ortsanfang des überwiegend rechtsseits stehenden Faulbacher Kirchdorfes Breitenbrunn verlässt er sein hangbewaldetes Engtal und tritt in ein weites Flurbecken ein, in dessen Mitte sich der flache Grohberg erhebt, den er im Osten umfließt. Dann wendet er sich nach Südwesten und unterquert die heute als Umgehungsstraße am Ortsrand des Dorfes Faulbach laufende Staatsstraße 2315, wo sein Bachbett stark verändert wurde. Inmitten einer Gehölz- und Grünlandkerbe tritt er in die Dorfkontur ein. Nachdem er dort neben der Hauptstraße auch noch die Bahnstrecke Miltenberg West–Wertheim unterquert hat, mündet er von rechts in die Schleusenausfahrt der Staustufe Faulbach des Mains, der dort eben eine Nordschlinge schlägt.

### Zuflüsse
Angaben nach dem BayernAtlas der Bayerischen Staatsregierung (Hinweise), Gewässerlängen abgemessen, Höhen nach Höhenlinienbild abgeschätzt.
Ursprung des Faulbachs etwa 1,2 km nordwestlich der Kreisstraßengabel in Ober-Altenbuch unter einer Kapelle am linken Hangfuß auf etwa 267 m ü. NHN. An dieser Stelle laufen zwei Obertäler zusammen, von Norden der Frickengrund, von Nordwesten der längere Kreuzsteingrund, durch den die Kreisstraße 35 ins Tal eintritt, die ihm dann bis Breitenbrunn folgt.
- Zulauf durch den Kreuzsteingrund, das rechte Obertal, anscheinend meist wasserlos.
- Zulauf durch den Frickengrund, das linke Obertal mit unbeständigem Wasserlauf, der etwa 1,3 weiter bergaufwärts auf etwa 325 m ü. NHN am Frickenbrunnen entsteht.
- Buchenbrunnen, Quelle am linken Ufer an einer Feldwegbrücke im Bereich eines früheren Teichs.
- Bach durch den Kleinen Grund, von links an der Kreisstraßengabel in Ober-Altenbuch auf unter 239 m ü. NHN, ca. 2,5 km. Der unbeständige Bach entsteht in der Nähe eines Waldkreuzes an der Kreisstraße 26 im westlichen Mühlgut auf etwa 375 m ü. NHN, die aus Wildensee kommend durch das Waldtal dem Bach folgt.
- Zulauf durch den Höllengrund, von rechts im Bereich der Leichgasse von Unter-Altenbuch
- Zulauf durch den Bangertsgrund, von links im östlichen Unter-Altenbuch. Zwischen dem oberen Talgrund und der Eichhöhe (456 m ü. NHN) links über ihm entspringt knapp unterhalb der oberen Talhangschulter der Gräfensteinbrunnen auf rund 380 m ü. NHN.
- Schrögersgraben, von links nach dem Bachübertritt auf schon Faulbacher Gemarkung auf etwa 188 m ü. NHN, ca. 0,5 km. Entspringt einer Hangquelle auf etwa 266 m ü. NHN unter dem schmalen Sattel zum Tal des Kropfbachs, der über den Haslochbach den Main erreicht. Ist größtenteils Gemeindegrenze.
- Abgang des Kanals zur Mühle am Forstweg, nach links am Ortseingang von Faulbach-Breitenbrunn auf etwa 175 m ü. NHN, ca. 0,4 km. Rücklauf an der Mühle.
- Abgang des Kanals zur Mühle am Ende der Mühlenstraße, nach rechts am Siedlungsaustritt aus Breitenbrunn, ca. 0,6 km. Rücklauf an der Mühle auf knapp unter 160 m ü. NHN.
- Schergersgraben, von links östlich des flachen Grohbergs (237 m ü. NHN) auf etwa 156 m ü. NHN, ca. 0,4 km. Höchste Quelle am Kellerrain auf etwa 333 m ü. NHN, auf dem Talgrund meist feldwegbegleitet.
Nach dieser Mündung wendet sich der Faulbach langsam nach Südwesten.
- Forstgraben, von links nahe an einem Feldkreuz an einer Straßengraben auf etwa 150 m ü. NHN.
Wenig abwärts geht rechts ein Mühlgraben ab, der erst im Dorf Faulbach zurückläuft.
- Erlengraben, von links kurz danach auf unter 148 m ü. NHN.

Mündung des Faulbachs von rechts und Nordosten in Faulbach zwischen Kirch- und Ankergasse in die untere Schleusenausfahrt der Staustufe Faulbach des Mains auf 130 m ü. NHN.

### Orte
Der Faulbach fließt durch folgende Orte:
- Altenbuch
- Breitenbrunn
- Faulbach